# Linden Travers
Linden Travers (* 27. Mai 1913 in Houghton-le-Spring, Durham, England als Florence Lindon-Travers; † 23. Oktober 2001 in Cornwall) war eine britische Schauspielerin in Film, Fernsehen und Theater. Ihre Filmkarriere umfasste über 25 internationale Kino- und Fernsehproduktionen. Sie spielte in Filmen wie Eine Dame verschwindet, Ungeduld des Herzens, Die Weber von Bankdam, König der Unterwelt oder Columbus.

## Leben und Karriere
Florence Lindon-Travers wurde 1913 in Houghton-le-Spring in der Grafschaft Durham als Tochter von Florenz (geborene Wheatley) und William Halton Lindon-Travers geboren. Die Familie war mit viel schauspielerischem Talent gesegnet. Neffe Richard Morant und Penelope Wilton, Ehefrau von Sir Ian Holm agierten ebenfalls als Schauspieler. Schon in frühen Jahren ein Multitalent, wurde sie für jüngere Mitschüler für Sprechtechnik, Schauspiel, Malerei und Zeichnen engagiert und noch während ihres Studienaufenthaltes an der Convent of Wisdom erhielt sie den Feinschliff für ihre spätere Karriere als Charakter-Schauspielerin.
Bereits mit 18 Jahren wandte sie sich unter dem Künstlernamen Linden Travers dem heimischen Theater zu. Als ihre ersten beruflichen Praktika folgten Auftritte im Repertoire mit dem Playhouse, Newcastle-on-Tyne im Jahr 1933. Im folgenden Jahr spielte sie die Hauptrolle in dem Ivor-Novello-Stück Murder in Mayfair im Globe Theater im Londoner West End. Dort lernte sie auch ihren zukünftigen Ehemann Leon Guy kennen, dessen Schwester eine Bühnenkollegin war.
1935 gab sie ihr Filmdebüt in dem Filmdrama Children of the Fog der beiden Regisseure Leopold Jessner und John Quin.
Bekannt wurde Linden Travers 1938 über ihre intensive dramatische Darbietung der Mrs. Todhunter in Alfred Hitchcocks frühem Meisterwerk, dem Agentenfilm-Klassiker Eine Dame verschwindet an der Seite des brillanten Schauspieler-Ensembles um Margaret Lockwood, Michael Redgrave, Paul Lukas, Dame May Whitty und Cecil Parker, der ihren heimlichen Liebhaber dort verkörperte. 1940 sah man sie in Carol Reeds Drama Die Sterne blicken herab wieder an der Seite von Margaret Lockwood und Michael Redgrave. In Marcel Varnels Filmkomödie South American George von 1941 und in Philip Brandons Kriminalfilm The Missing Million von 1942 spielte sie jeweils selbst die weibliche Hauptrolle.
In der Nachkriegszeit konnte sie nahtlos an ihren hohen Karrierestandard im Kino anknüpfen und sie besetzte starke Nebenrollen in Filmen wie in Maurice Elveys romantischem Drama Ungeduld des Herzens (1946), in Bernard Knowles Abenteuerfilm Zigeunerblut, in Walter Fordes Literaturverfilmung Die Weber von Bankdam (1947) oder in dem Filmsegment The Colonel's Lady inszeniert von Regisseur Ken Annakin für die Kinoadaptation von W. Somerset Maughams Literaturverfilmung Quartett (1948). Im selben Jahr vertraute ihr Regisseur St. John Legh Clowes in seinem Kriminalfilm König der Unterwelt die weibliche Hauptrolle der Titelheldin Miss Blandish an.
Zum Abschluss ihrer Leinwandkarriere spielte sie 1949 in zwei Filmen des Regisseurs David MacDonald wichtige Charakterrollen. In dem Filmdrama Vom sündigen Poeten sah man sie in dem Part der Augusta Leigh und in der Columbus-Verfilmung mit Fredric March verkörperte sie die Beatriz de Peraza.
In den 1950er und 1960er Jahren wandte sich Linden Travers mit Gaststarauftritten unter anderem in Episoden von namhaften Serien wie The Vise oder Abenteuer unter Wasser auch dem Fernsehen zu. Im Jahr 1999 nahm sie im Rahmen einer TV-Würdigung Reputations: Alfred Hitchcock, Hommage anlässlich des 100. Geburtstags von Alfred Hitchcock einem der bedeutendsten Regisseure des 20. Jahrhunderts teil.
Sie starb am 23. Oktober 2001 im Alter von 88 Jahren in Cornwall im südwestlichsten Landesteil des Vereinigten Königreiches.
Linden Travers war die ältere Schwester von Schauspieler Bill Travers. Ihre 1939 geborene Tochter Jennifer Susan (Lucas) Travers wurde ebenfalls Schauspielerin.

## Filmografie (Auswahl)
| - 1935: Children of the Fog - 1936: Wednesday's Luck - 1937: Double Alibi - 1937: Against the Tide - 1937: Brief Ecstasy - 1937: The Last Adventurers - 1938: Almost a Honeymoon - 1938: Bank Holiday - 1938: The Terror - 1938: Eine Dame verschwindet (The Lady Vanishes) - 1939: Inspector Hornleigh on Holiday - 1940: Die Sterne blicken herab (The Stars Look Down) | - 1941: The Seventh Survivor - 1941: The Ghost Train - 1941: South American George - 1942: The Missing Million - 1946: Ungeduld des Herzens (Beware of Pity) - 1947: Zigeunerblut (Jassy) - 1947: Die Weber von Bankdam (Master of Bankdam) - 1948: König der Unterwelt (No Orchids for Miss Blandish) - 1948: Quartett (Quartet) - 1949: Vom sündigen Poeten (The Bad Lord Byron) - 1949: Columbus (Christopher Columbus) - 1949: Don't Ever Leave Me |